# Sindelfingen

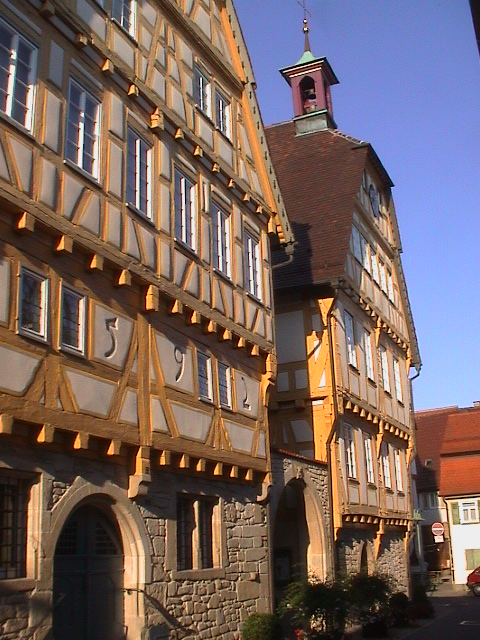
Primaria veche

Sindelfingen este un oraș din landul Baden-Württemberg, Germania.